# Marianne Bachmeier
Marianne Bachmeier (3 de junho de 1950 – 17 de setembro de 1996) foi uma mulher da Alemanha Ocidental que alvejou e matou Klaus Grabowski, um homem a ser julgado pelo estupro e homicídio da filha de Bachmeier, Anna, num ato de vigilantismo no Tribunal Distrital de Lübeck em 1981. O caso teve cobertura extensiva da mídia e debate público. Como resultado, Bachmeier foi condenada por homicídio culposo e por posse ilegal de uma arma de fogo. Ela foi condenada a seis anos e obteve liberdade condicional depois de servir três. Bachmeier mudou-se para o estrangeiro antes de voltar para a Alemanha depois de ser diagnosticada com cancro do pâncreas. Ela morreu com 46 anos e foi enterrada ao lado da sua filha de sete anos, Anna, no Cemitério Burgtor, Lübeck.

## Juventude e família
Marianne Bachmeier nasceu a 3 de junho de 1950. Ela cresceu em Sarstedt, uma pequena cidade perto de Hildesheim, Baixa Saxônia, Alemanha Ocidental, onde os seus pais tinham fugido da Prússia Oriental depois da Segunda Guerra Mundial.
Bachmeier foi criada numa casa conservadora com pais devotamente religiosos. O seu pai, antigo membro da Waffen-SS, era a figura autoritária estereotipada, um alcoólatra que passava muito do seu tempo num bar perto da casa da família. A sua casa não era agradável, e beber fazia do seu pai mais agressivo. Os seus pais divorciaram-se, e a sua mãe voltou-se a casar mais tarde. Bachmeier era vista como uma adolescente problemática por — o que ela descrevia como — um padrasto ditatorial, e a sua mãe eventualmente expulsou-a de casa.
Em 1966, com 16 anos, Bachmeier teve a sua primeira criança, que foi colocada para adoção. Ela voltou a engravidar com 18 anos com o seu namorado. Bachmeier foi estuprada pouco depois do nascimento da sua segunda criança. A sua segunda criança também foi colocada para adoção.
Bachmeier começou a namorar com o gerente do Tipasa, um pub onde ambos trabalhavam, em 1972. Ela voltou a engravidar pela terceira vez com 22 anos. A 14 de novembro de 1972, a terceira criança de Bachmeier, Anna, nasceu, e ela criou-a sozinha. Como resultado, Bachmeier levava Anna para trabalhar no pub, e era dito que ela nunca tinha a necessidade de se apressar para casa depois das suas horas normais atrás do bar.
Em dois documentários de 1984, Sem Tempo para Lágrimas: O Caso Bachmeier e Mãe de Anna, Bachmeier era retratada como uma mãe solteira que trabalhava até tarde e dormia durante o dia, deixando a sua filha de sete anos sozinha durante o dia. Bachmeier tinha consciência do seu estilo de vida problemático e queria pôr Anna para adoção. Amigos mais tarde disseram que ela tratava Anna como uma pequena adulta, e desde nova, esperava que ela tratasse de várias coisas sozinha. Anna frequentemente dormia no bar enquanto a sua mãe festejava. Segundo uma amiga de Bachmeier, Anna era uma jovem vibrante que nunca teve realmente uma vida familiar agradável.

## Homicídio da filha
A 5 de maio de 1980, quando Anna tinha sete anos, ela teve uma discussão com a sua mãe e decidiu faltar à escola. Neste dia ela foi raptada por Klaus Grabowski, um talhante de 35 anos, cuja casa ela tinha visitado antes para brincar com os seus gatos. Ele manteve Anna por várias horas na sua casa, abusando sexualmente dela e acabando por a estrangular com um par das meias da sua noiva. Segundo o procurador, ele atou a menina e pôs-la numa caixa, a qual ele deixou na costa de um canal. A noiva de Grabowski entregou-o à polícia.
Grabowski era um criminoso sexual registado e já tinha sido condenado pelo abuso sexual de duas raparigas. Em 1976, ele submeteu-se voluntariamente a castração química, embora mais tarde fosse revelado que ele subsequentemente passou por tratamentos hormonais para reverter a castração. Uma vez preso, Grabowski afirmou que Anna queria dizer à mãe que ele abusou dela porque ela o queria extorquir. Ele disse que o seu medo de voltar à prisão o levou a matar-la.

## Justiça vigilante no tribunal
A 6 de março de 1981, no terceiro dia do julgamento e à volta das 10 da manhã, Bachmeier contrabandeou uma Beretta 70 para o Tribunal Distrital de Lübeck, sala 157, e alvejou fatalmente Grabowski. Ela apontou a pistola às costa de Grabowski e atirou sete vezes; seis tiros acertaram em Grabowski, que morreu quase instantaneamente. Bachmeier baixou a arma e foi apreendida sem resistência.

### Reação pública
O incidente é um dos casos mais conhecidos de justiça vigilante na história da Alemanha Ocidental. Teve extensiva cobertura da mídia; equipas de televisão de todo o país e estrangeiro viajaram para Lübeck para relatar o caso. Bachmeier vendeu a sua história de vida por cerca de 100,000 marcos alemães à revista de notícias Stern. Com a comissão, ela pagou todos os seus custos legais.
Enquanto Bachmeier estava em custódia, muitos mandaram mensagens de apoio, presentes, e flores para indicar o entendimento da sua conduta. No entanto, alguns ainda acreditavam que um estado constitucional não deve tolerar justiça vigilante. Além disso, depois de Stern publicar a sua história de vida e detalhes de como ela permitiu que as suas primeiras duas crianças fossem adotadas por famílias, a opinião pública mudou pois ela já não cabia na imagem de "mãe inocente". No entanto, vários indivíduos demonstraram abertamente a sua compaixão pela ação retaliatória.
O judiciário da Alemanha Ocidental foi criticado por muitos por permitir a um homem que tinha abusado sexualmente de duas raparigas, usar hormonas para voltar a ganhar o seu libido.

### Sentença de homicídio culposo
A 2 de novembro de 1982, Bachmeier foi inicialmente condenada em tribunal por homicídio. Mais tarde a acusação retirou a acusação de homicídio. Depois de 28 dias de negociações, o conselho concordou no veredito. Quatro meses depois da abertura do processo, ela foi condenada a 2 de março de 1983 pela Câmara do Tribunal Distrital de Lübeck por homicídio culposo e posse ilegal de uma arma de fogo. O argumento da defesa de que o ato não foi premeditado foi maioritariamente aceite pelo tribunal. Ela foi condenada a seis anos de prisão mas foi libertada depois de servir três.

### Mudança para o estrangeiro
Bachmeier casou com um professor em 1985. Três anos depois, eles mudaram-se para Lagos na Nigéria e viveram num campo alemão onde o marido de Bachmeier ensinava numa escola alemã. Eles divorciaram-se em 1990. Depois de se realojar em Sicília, Bachmeier trabalhou como ajudante numa unidade de cuidados paliativos em Palermo. Ela foi diagnosticada com cancro do pâncreas em Sicília e voltou para a Alemanha.

### Subsequente cobertura pública
Em 1994, treze anos depois do tiroteio, Bachmeier deu uma entrevista à estação de rádio Deutschlandfunk. No mesmo ano, a sua autobiografia foi publicada pela editora alemã Schneekluth-Verlag. A 21 de setembro de 1995, ela apareceu no talk show, Fliege, no Das Erste, onde admitiu alvejar Grabowski depois de consideração cuidadosa para forçar a lei sobre ele, e para o prevenir de espalhar mais mentiras sobre Anna. Num documentário ARD de 2006, uma antiga amiga também disse que Bachmeier ensaiou o tiroteio na cave do Tipasa depois do homicídio de Anna. Bachmeier nunca expressou remorsos pelo seu ato de vingança.

## Morte

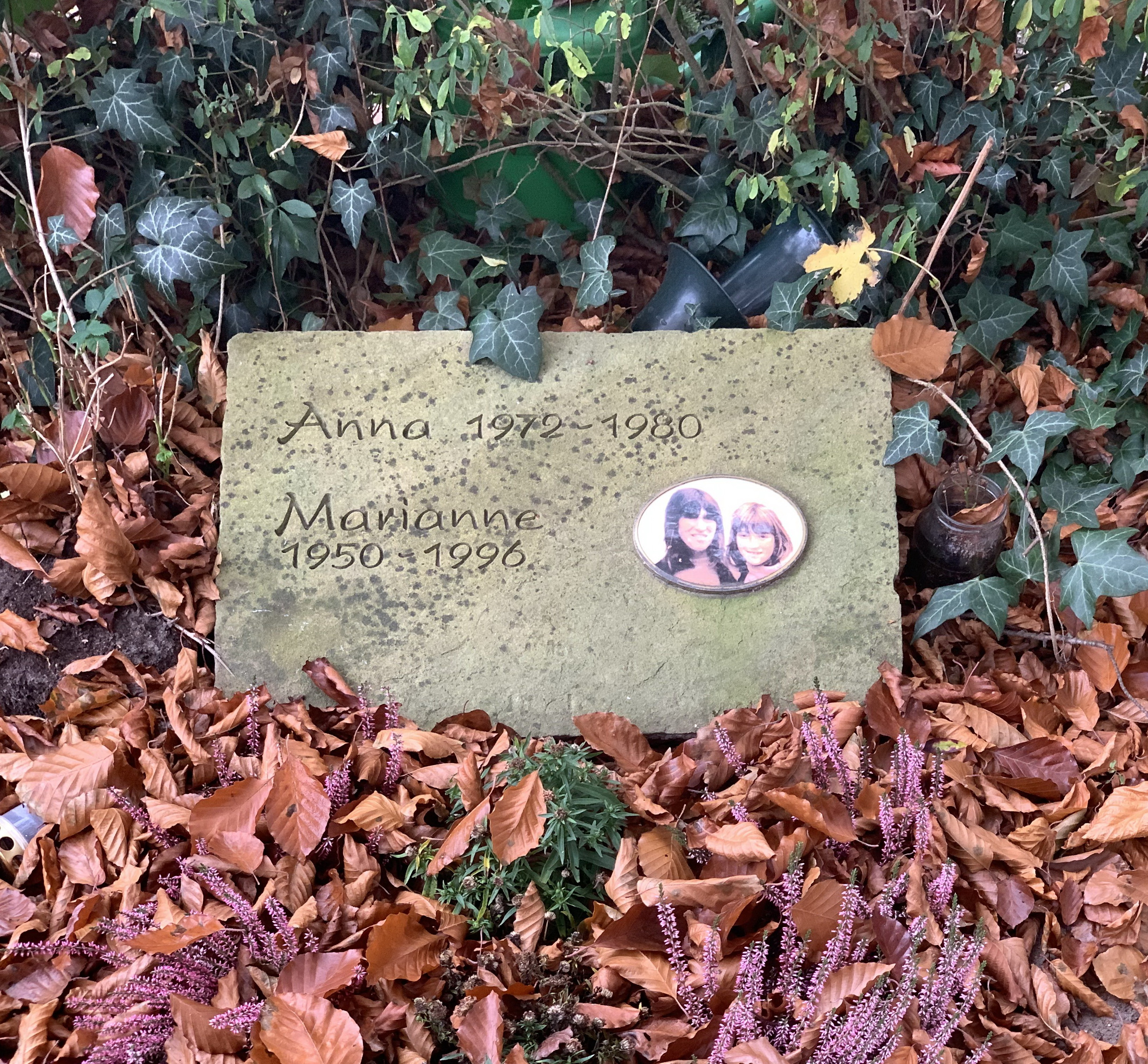
A sepultura de Anna Bachmeier e da sua mãe, Marianne, no Cemitério Burgtor em Lübeck em 2022

Antes da sua morte, Bachmeier pediu ao repórter Lukas Maria Böhmer da Norddeutscher Rundfunk para a acompanhar e filmar as últimas etapas da sua vida.
A 17 de setembro de 1996, Bachmeier morreu com 46 anos de cancro do pâncreas num hospital em Lübeck. Ela está enterrada ao pé da sua filha, Anna, no Cemitério Burgtor em Lübeck.

## Na cultura popular

### Peças de teatro
No início dos anos 80, o Coletivo Anna, um grupo composto por Aida Jordão, Suzanne Odette Khuri, Ann-Marie MacDonald, Patricia Nichols, Banuta Rubess, Tori Smith, Barb Taylor, e Maureen White, começaram a trabalhar numa peça teatral sobre Bachmeier. Uma versão curta da peça estreou em 1983. A peça completa, Isto é para Ti, Anna, estreou em 1984.

### Cinema
- 1984: Mãe de Anna (em alemão:  Annas Mutter), filme de Burkhard Driest (com Gudrun Landgrebe)
- 1984: Sem Tempo para Lágrimas: O Caso Bachmeier (em alemão:  Der Fall Bachmeier – Keine Zeit für Tränen), filme de Hark Bohm (com Marie Colbin)
- 1996: A lenta morte de Marianne Bachmeier (em alemão:  Das langsame Sterben der Marianne Bachmeier), filme de Lukas Maria Böhmer.

### Documentários
- 1993: Justiça vigilante de uma mãe: O caso de Marianne Bachmeier (em alemão:  Selbstjustiz einer Mutter: Der Fall Marianne Bachmeier) uma entrevista com Bachmeier pela Mirror TV
- 2006: Vingança de Marianne Bachmeier (em alemão:  Die Rache der Marianne Bachmeier), documentário do programa Die großen Kriminalfälle (temporada 5, episódio 28) no canal ARD
- 2017: Quando mulheres matam: Marianne Bachmeier (em alemão:  Wenn Frauen töten: Marianne Bachmeier), documentário do programa Casos Criminais Espetaculares no canal ZDF

### Livros
- Bachmeier, Marianne (1994). Palermo, Amore mio: [Roman] (em italiano). München: Schneekluth. ISBN 3-7951-1357-1. OCLC 33069444